# Julia Kappenberger
Julia Kappenberger (* 9. Dezember 1995 in Waiblingen) ist eine deutsche Fußballspielerin.

## Karriere
Kappenberger gehörte nach ihrer Jugendzeit dem in ihrem Geburtsort im Ortsteil Hegnach ansässigen Mehrspartensportverein SV Hegnach von 2014 bis 2016 an, für den sie in der fünftklassigen Verbandsliga Württemberg 20 Punktspiele bestritt und zwei Tore erzielte. Von 2015 bis 2017 gehörte sie dem in Leutenbach ansässigen FSV Weiler zum Stein an, zunächst in der Bezirksliga Stuttgart-Rems/Murr, danach in der Regionenliga 1 Württemberg.
In der Saison 2017/18 kam sie für den First Vienna FC in der drittklassigen Wiener Landesliga in 16 Punktspielen zum Einsatz, in denen sie zwei Tore erzielte. Ihr Debüt am 10. September 2017 (2. Spieltag) krönte sie beim 5:2-Sieg im Heimspiel gegen den KSC/FCB Donaustadt gleich mit ihrem ersten Tor, dem Treffer zum 3:2 in der 68. Minute. Nach insgesamt 16 Punktspielen und zwei Toren, wirkte sie auch in den beiden in Hin- und Rückspiel ausgetragenen Relegationsspielen für die 2. Liga gegen den SV Langenrohr mit.
Zur Saison 2018/19 zum Wiener Sport-Club gewechselt, bestritt sie – erneut in der Wiener Landesliga – 14 Punktspiele, in denen sie sieben Tore erzielte und damit zur regionalen Meisterschaft beitrug. Da in der Landesliga Mitte-Region als auch in der Landesliga West-Region kein Verein aufsteigen wollte, nahmen der Wiener Sport-Club als Meister der Wiener Frauen-Landesliga und der SC Neusiedl am See als Vizemeister der Wiener Frauen-Landesliga die Chance wahr in der 2. Liga zu starten. In dieser Spielklasse bestritt Kappenberger vom 3. August 2019 (1. Spieltag) bis zum 3. November 2019 (11. Spieltag) neun Punktspiele, in denen sie zwei Tore erzielte. In der Folgesaison erzielte sie ein weiteres Tor in sieben Punktspielen und kam mit dem Wechsel auf Leihbasis während der laufenden Saison in zwei Punktspielen für den USV Neulengbach am 6. März und 4. April 2021 jeweils als Einwechselspielerin zum Einsatz.
Nach Wien zurückgekehrt, spielte sie erneut für den Wiener Sport-Club, für den sie von 2021 bis 2023 33 Zweitligaspiele bestritt und 28 Tore erzielte. Die Rückrunde der Saison 2022/23 schloss sie mit drei Toren in neun Punktspielen für den Bundesligisten First Vienna FC ab, dem sie ab dem 24. Januar 2023 auf Leihbasis angehörte.
Vom 1. Juli bis zum 1. August 2023 gehörte sie kurzfristig und ohne Einsatz erneut dem Wiener Sport-Club an, bevor sie Spielerin des MSV Duisburg wurde, der sie am 17. Juli 2023 bereits als Neuzugang auf der Vereins-Website vorstellte. Für den Bundesligisten gab sie ihr Pflichtspieldebüt am 9. September 2023 beim 6:1-Zweitrundensieg über den Drittligisten Arminia Bielefeld im DFB-Pokalwettbewerb; mit dem Treffer zum 3:1 in der 35. Minute gelang auch ihr Einstand. Ihr Bundesligadebüt gab sie zum Saisonauftakt eine Woche später bei der 0:9-Niederlage im Auswärtsspiel gegen die TSG 1899 Hoffenheim. Am 7. Januar 2024 wurde ihr Fortgang vom MSV Duisburg auf der Website bekannt. Ende Januar 2024 unterschrieb sie erneut einen Vertrag mit dem First Vienna FC.

## Erfolge
Wiener Sport-Club
- Meister Wiener Landesliga 2019 und Aufstieg in die 2. Liga

First Vienna FC
- Meister Wiener Landesliga 2018